# N5 (Luxemburg)
De N5 (Luxemburgs: Nationalstrooss 5) is een Luxemburgse provinciale weg tussen Luxemburg-stad en de Franse grens bij Rodange waarna de weg overgaat in de Franse D618. De route heeft een lengte van ruim 24 kilometer. Ten westen van Luxemburg-stad tot aan de oostkant van de plaats Pétange heeft de route naast de N5 ook het E-wegnummer E44.

## N5a
De N5a is een ongeveer 600 meter lange verbindingsweg in Luxemburg-stad. De route verbindt de N4/N51 met de N5.

## N5b
De N5b is een ongeveer 2,8 kilometer lange route tussen Pétange (N5) en het Belgische Athus waar de weg verder gaat als de N88. De route heeft naast de aansluiting op de N5 ook aansluitingen op de CR175, N5c, N13 E44, CR111 en de N5d.

## N5c
De N5c is een ongeveer 500 meter lange route in Pétange en vormt de verbinding tussen de N13 en de N5 in zuidelijke richting. De N5c is alleen richting het zuiden te berijden, de N5b die er vlakbij ligt is alleen op dit stuk in noordelijke richting te berijden.

## N5d
De N5d is ongeveer 600 meter lange route en verbindt in Lamadeleine de N5 met de N5b. Onderweg heeft de route met een rotonde aansluiting op de N13 E44.

## N5e
De N5e is een ongeveer 400 meter lange route in Rodange. De route begint in het verlengde van de Belgische N872 en sluit bij het station Rodange aan op de N5. De route is geheel te berijden in beide rijrichtingen, behalve ter hoogte van de spoorwegovergang, waar alleen naar het centrum van Rodange gereden kan worden. De N5e ligt voor ongeveer 150 meter op de Luxemburgs/Belgische grens. Op dit vlak geeft het tevens aansluiting op de E44, in Luxemburg ook aangeduid als N31 en in België als N830.

## N5f
De N5f is ongeveer 300 meter lange route ten westen van Rodange en verbindt de N5 met België waar de N5f verder gaat als de Belgische N804. Op globaal 100 meter van deze route bevindt zich het drielandenpunt van Luxemburg-België-Frankrijk.
N1 ·
N2 ·
N3 ·
N4 ·
N5 ·
N6 ·
N7 ·
N8 ·
N10 ·
N11 ·
N12 ·
N13 ·
N14 ·
N15 ·
N16 ·
N17 ·
N18 ·
N19 ·
N20 ·
N21 ·
N22 ·
N23 ·
N24 ·
N25 ·
N26 ·
N27 ·
N28 ·
N31 ·
N32 ·
N33 ·
N34 ·
N35 ·
N37 ·
N38
N50 ·
N51 ·
N52 ·
N53 ·
N55 ·
N56 ·
N57